# Skrebły
Skrebły (biał. Скраблы; ros. Скреблы) – wieś na Białorusi, w obwodzie grodzieńskim, w rejonie świsłockim, w sielsowiecie Werdomicze.
Skrebły powstały jako osiedle puszczańskie w lasach puszczy świsłockiej. W XIX w. wieś i majątek ziemski. W dwudziestoleciu międzywojennym wieś i folwark leżące w Polsce, w województwie białostockim, w powiecie wołkowyskim, do 30 grudnia 1922 w gminie Święcica, następnie w gminie Porozów.